# شون أوبنهايمر
شون أوبنهايمر هو سياسي ناوروي، ولد في 7 أكتوبر 1967 في ملبورن في أستراليا. انتخب عضو برلمان ناورو ‏ (9 يوليو 2016 – ).